# Марано-ди-Вальполичелла
Марано-ди-Вальполичелла (итал. Marano di Valpolicella) — коммуна в Италии, располагается в провинции Верона области Венеция.
Население составляет 2882 человека, плотность населения составляет 160 чел./км². Занимает площадь 18,64 км². Почтовый индекс — 37020. Телефонный код — 045.
Покровителем коммуны почитается святой апостол Пётр. Праздник ежегодно празднуется 29 июня.

## Города-побратимы
- Аппенхайм, Германия (2003)